# Grasulf I de Friül
Grasulf I (mort després de 571, potser vers 584) era germà de Alboí, el primer rei longobard d'Itàlia, i, possiblement, el primer duc de Friül. El fill de Grasulf, Gisulf I, és l'altre candidat a primer duc de Friül.
Pau el Diaca esmenta com a duc a Gisulf, però alguns erudits han afavorit Grasulf basant-se en una carta diplomàtica que es refereix a ell com a duc. Aquesta carta va ser escrita per Gogó, majordom de palau franc d'Austràsia sota Sigebert I i Khildebert II, en algun moment entre la pujada al poder de Gogó el 571 i la seva mort en el 581. Per desgràcia, no té data i sense lligams amb el nom de qualsevol dels rei a qui va servir. Tradicionalment s'ha assignat a l'any de la seva mort (581), però una solució alternativa presentada per Walter Goffart la situa al voltant de 571-572 el moment de l'ambaixada de Sigebert a Constantinoble. Gogó insta al mateix Grasulf a aliar-se amb els francs per expulsar els infestantes (presumiblement els longobards) d'Itàlia en aliança amb l'Imperi Romà d'Orient i el papat. Ambaixadors estaven esperant en Austràsia la resposta de Grasulf en cas que volgués retardar la seva resposta a l'emperador.
La ubicació exacta de la residència de Grasulf i centre del seu poder és desconegut, però del seu govern la carta de Gogo evidència que la cort de Friül era capaç de manejar una correspondència imperial sofisticada menys d'una dècada després de l'arribada longobarda en sòl italià. L'hauria succeït el seu fill Gisulf I de Friül vers el 584 (si és que no governava ja des de 568/569)